# Nancheng (sockenhuvudort i Kina, Zhejiang Sheng, lat 28,61, long 121,26)
Nancheng (kinesiska: 南城, 南城街道) är en sockenhuvudort i Kina. Den ligger i provinsen Zhejiang, i den östra delen av landet, omkring 210 kilometer sydost om provinshuvudstaden Hangzhou. Antalet invånare är 31 505. Befolkningen består av 15 188 kvinnor och 16 317 män. Barn under 15 år utgör 13,0 %, vuxna 15-64 år 77 %, och äldre över 65 år 8,0 %.
Runt Nancheng är det mycket tätbefolkat, med 1 177 invånare per kvadratkilometer. Närmaste större samhälle är Taizhou, 17,5 km öster om Nancheng. Trakten runt Nancheng består till största delen av jordbruksmark.
Genomsnittlig årsnederbörd är 2 144 millimeter. Den regnigaste månaden är augusti, med i genomsnitt 395 mm nederbörd, och den torraste är januari, med 73 mm nederbörd.